# Christoph Ernst Friedrich Weyse
Christoph Ernst Friedrich Weyse (né à Altona le 5 mars 1774 - mort à Copenhague le 8 octobre 1842) est un compositeur et un organiste danois.

## Biographie
Weyse est né à Altona, qui est maintenant sur le territoire allemand, mais appartenait au Danemark au moment où le compositeur est né. À l'âge de quinze ans, il est allé vivre chez un oncle à Copenhague, ville qu'il n'a plus quittée. Il a étudié la musique avec Johann Abraham Peter Schulz à Copenhague. En 1794, il a été nommé organiste à l'Église réformée de Copenhague puis a servi à la Cathédrale Notre-Dame de Copenhague après 1805. En 1819, il a été nommé compositeur de la cour. Il est mort à Copenhague.
Weyse a fait la connaissance de Constanze la veuve de Mozart, car elle a vécu à Copenhague de 1810 à 1820. Il avait des contacts réguliers avec son mari, le diplomate danois et conseiller Georg Nicolaus Nissen. Constanze Mozart estimait de manière très flatteuse la musique de Weyse. 
En 1800 il a commencé à composer le Singspiel Sovedrikken, mais un chagrin d'amour avec une de ses étudiantes (Julie Tutein), l'a empêché de travailler pendant plusieurs années. Après avoir assisté à une représentation du Don Giovanni de Mozart au Théâtre Royal en 1809, il a repris son travail et a fini Sovedrikken, qui a été représenté en 1809.
Il est surtout connu pour ses œuvres vocales, qui comprenait de nombreux singspiel, un  Te Deum, un Miserere, une cantate, et par-dessus tout, des lieder sur des poèmes de Matthias Claudius, Johann Heinrich Voss et Ludwig Heinrich Christoph Hölty. Il a également composé sept symphonies et de nombreuses pièces pour piano seul. Sa musique a été quasiment oubliée pendant des années, mis à part quelques hymnes, mais  aujourd'hui, une plus grande attention est accordée à ses œuvres majeures. Sa Katte-Cavatine (« Cavatine pour chats ») a été utilisée dans le célèbre Duo des chats, attribué abusivement à Rossini.

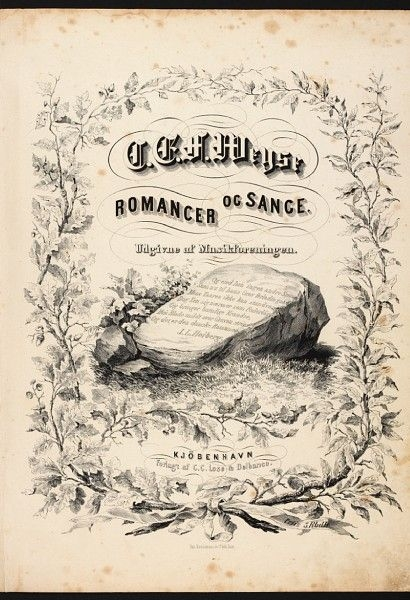
Titre de Romancer og Sange (publié en 1853)

## Singspiel
- Sovedrikken (1809)
- Faruk (1812)
- Ludlam's hule (1816)
- Floribella (1825)
- Et eventyr i Rosenborg Have (1827)
- Festen på Kenilworth (1836)

## Enregistrements
- Symphonies Nos.1 & 7 par le Concerto Copenhagen, dir. Lars Ulrik Mortensen, label Scan (2003)